# اشلي كرو
اشلي كرو (بالإنجليزية: Ashley Crow)‏ مواليد 25 أغسطس 1960 في برمنغهام، ألاباما، الولايات المتحدة، هي ممثلة أمريكية بدأت مسيرتها الفنية عام 1986.

## وصلات خارجية
- اشلي كرو على موقع IMDb (الإنجليزية)
- اشلي كرو على موقع ألو سيني (الفرنسية)
- اشلي كرو على موقع تيرنر كلاسيك موفيز (الإنجليزية)
- اشلي كرو على موقع أول موفي (الإنجليزية)
- اشلي كرو على موقع قاعدة بيانات برودواي على الإنترنت (الإنجليزية)
- اشلي كرو على موقع قاعدة بيانات الأفلام السويدية (السويدية)
- اشلي كرو على موقع قاعدة بيانات الفيلم (الإنجليزية)
- اشلي كرو على موقع كينوبويسك (الروسية)